# Кэдман-Плаза
Кэдман плаза (англ. Cadman Plaza) — район в северо-западном Бруклине, штат Нью-Йорк, США, располагающийся между нейборхудами Бруклин-Хайтс и Нижний Бруклин, ограниченный Бруклинским мостом с севера, Тиллари стрит с юга, Восточной (бывшей Вашингтон стрит) и Западной (бывшей Ферри Роуд) Кэдман Плаза стрит, и представляет собой национальный парк.

## Территория парка
В южной части парка, на месте старого трамвайного депо находится Площадь Ветеранов Корейской войны. Там же располагается здание Верховного суда и Колумбийский парк, на территории которого установлена статуя Христофора Колумба. Эти парки объединены в единый комплекс, располагающийся между Бруклинским мостом и муниципалитетом Бруклина.
В северной части парка установлена статуя мэра Нью-Йорка Уильяма Джея Гэйнора, который был адвокатом и судьёй Верховного суда — известным борцом с коррупцией, прославившимся своей непримиримой борьбой за ограничение влияния Таммани-холл на городское правительство. Он был известен своей общественной жизнью. Гейнор был близок к народу, он каждый день ходил пешком по Бруклинскому мосту на работу в Манхэттен и домой в Парк Слоуп. Вильям Гейнор был убит в 1913 году разгневанным уволенным работником.
В центре парка располагается 7-ми метровый мемориал, посвящённый бруклинцам, участвовавшим во Второй Мировой войне. Мемориальный комплекс был построен по проекту известного американского скульптора Чарльза Ке́ка. На момент открытия в 1952 году, мемориал был самым крупным мемориальным комплексом в Нью-Йорке.

## Название
Район назван в честь известного американского конгрегационалиста Самюэла Паркса Кэдмана. Преподобный Кэдман был известен своим ораторским искусством и автором первой в стране радиостанции, транслировавшей проповеди. Считается, что его программы через много лет вдохновили создателей телевангелизма.